# 湘南モノレール5000系電車
湘南モノレール5000系電車（しょうなんモノレール5000けいでんしゃ）は、2004年（平成16年）に登場した湘南モノレールの懸垂式モノレール車両。全車が三菱重工業三原プラント・交通システム事業センターにて製造されている。

## 概要
第1編成は1編成のみ在籍していた400形の置き換え用として製造され、2004年6月より営業運転を開始した。予備車的な扱いだった400形と異なり、500形と共通に運用される。以降は500形の置き替えを主目的として2007年（平成19年）に1本、2009年（平成21年）に1本、2014年（平成26年）に1本、2015年（平成27年）に2本、2016年（平成28年）に1本が導入された。
制御装置はIGBT素子のVVVFインバータ制御となり、両開き扉も初めて採用された。前面両側の窓は拡大され、側面窓周りと共に周囲が黒塗装となった。窓配置は500形と似ているが、扉間の戸袋窓が廃止されている。側面には車両番号表記がなく、社紋のみ掲出されている。前照灯・尾灯は角形となり、黒い縁が付いたケース内に収められた。帯色は、第2編成以降の全編成で異なる色を採用することとなった。

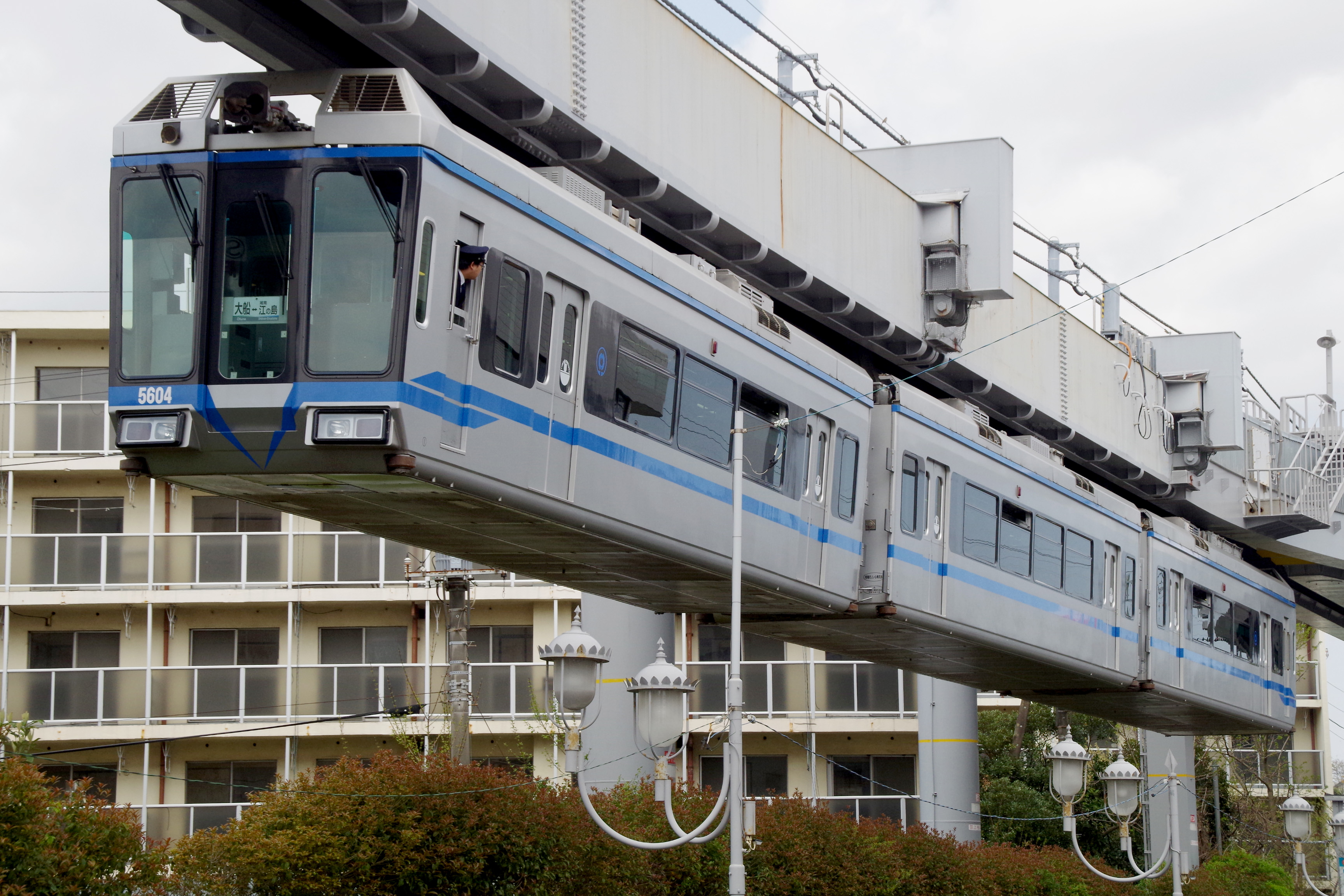
5603編成(青)
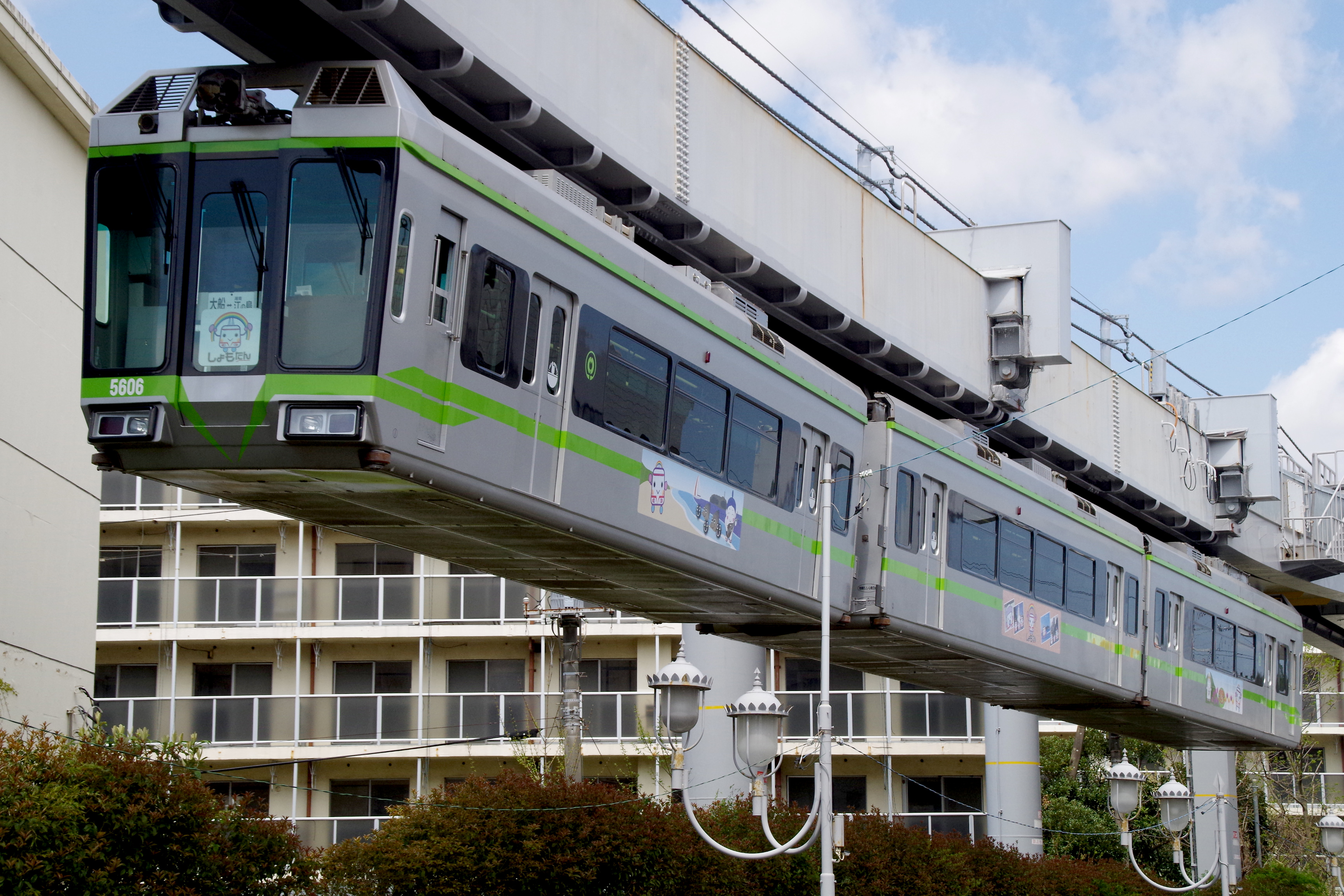
5605編成(緑)
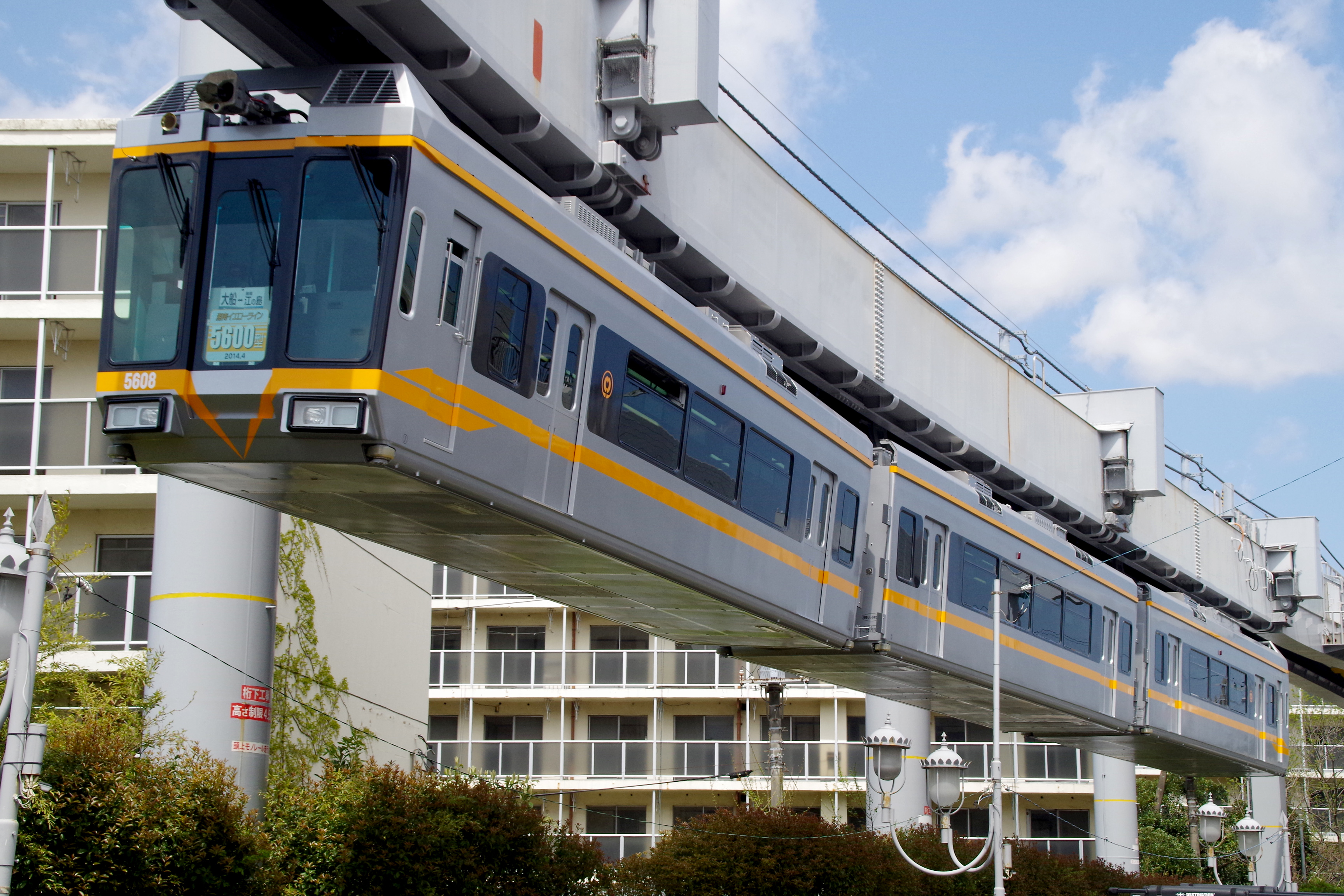
5607編成(黄)
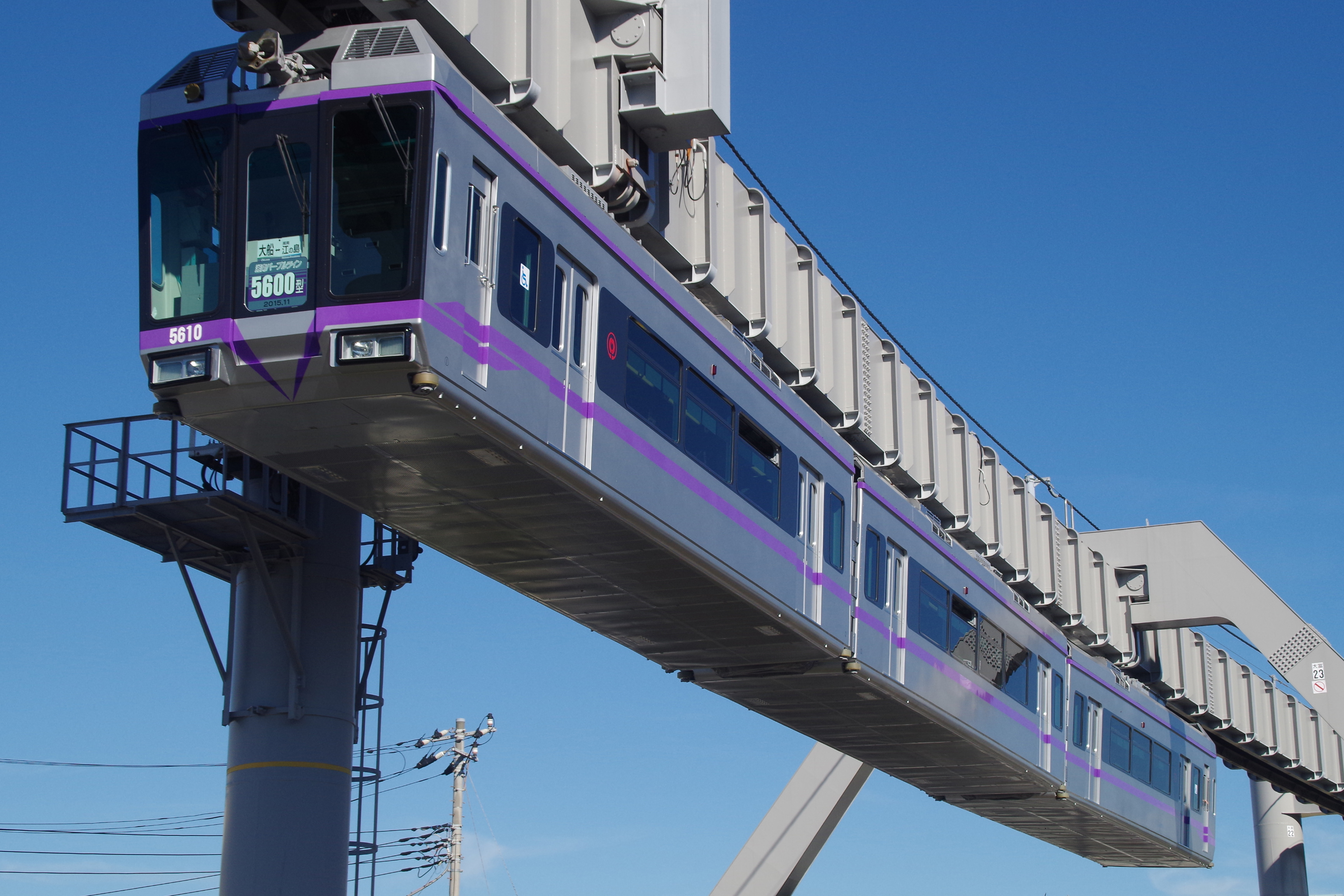
5609編成(紫)
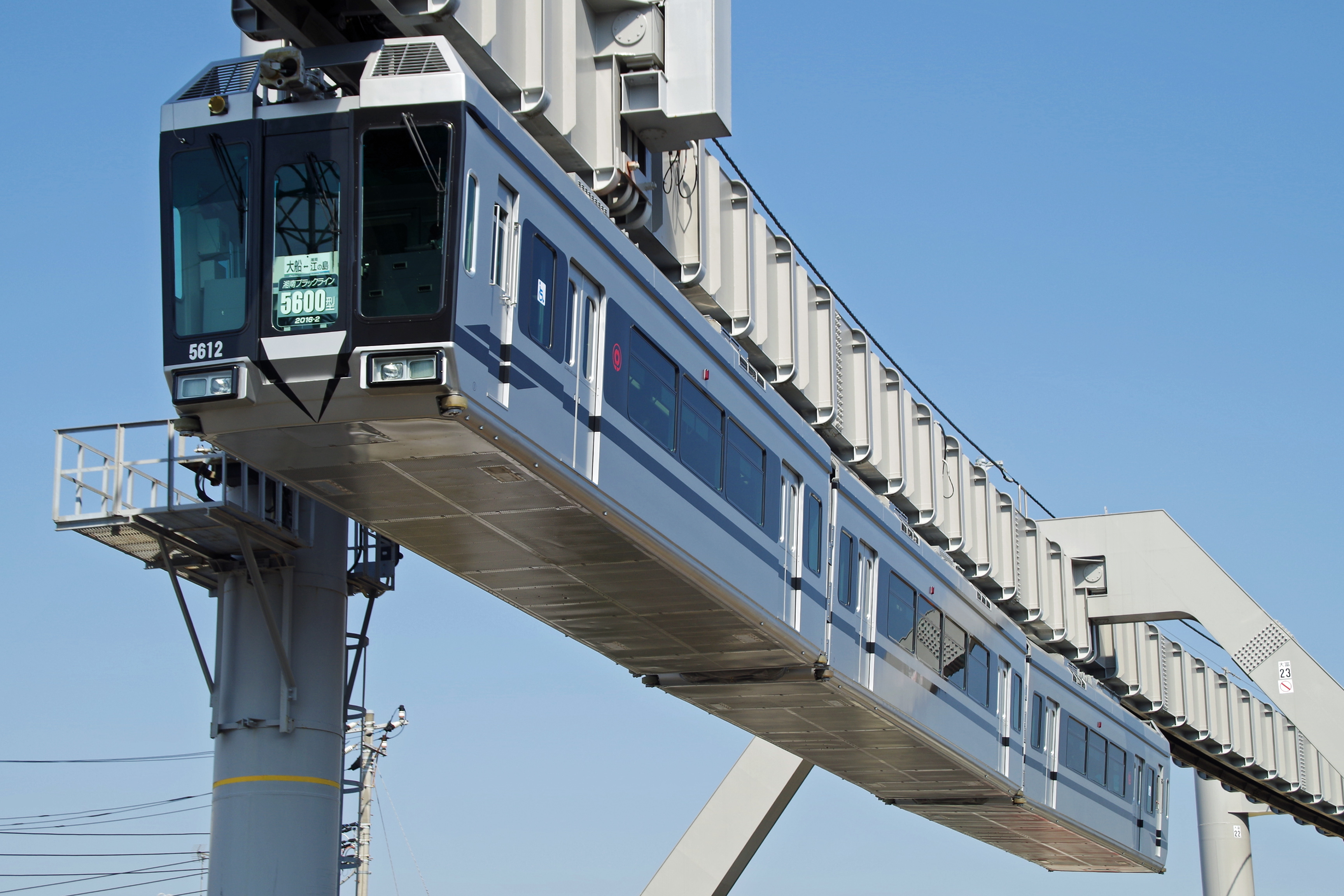
5611編成(黒)

## 内装
客用ドア間の窓配置や窓の形状は500形に準ずるが、その他の点で在来車両と大幅に異なった仕様とされた。特徴を以下に記す。
- 座席のうちクロスシート部は集団見合い式の配列とされた。5600型は500形に準じたボックス配置となっている。
- 客用ドア脇は2人掛けのロングシートと跳上げ座席を廃止し、1人掛け壁向き座席を2席配置した。
- 座席モケットは寒色系。
- 熱線吸収ガラスを採用した。
- 客用ドアは両開き式とした。
- 自動放送設備を設置した。
- 高齢者、身体障害者等の公共交通機関を利用した移動の円滑化の促進に関する法律（交通バリアフリー法）適合によるもの
  - ドア開閉予告チャイム[3]
  - 客用ドア上のLED式次駅案内表示器[4]
  - 車椅子スペース - 両先頭車の乗務員室直後に設置。
- 2次車以降の1号車と3号車の車両間の仕切り部に貫通扉が設置されているが、従来形式と同様に一般客の車両間通行はできない。また、この仕様変更の影響で定員が1名ずつ減少している。なお、貫通扉のなかった1次車は2010年（平成22年）に設置改造が行われた。
- 運転台の主幹制御器は右手操作ワンハンドル式を採用した。

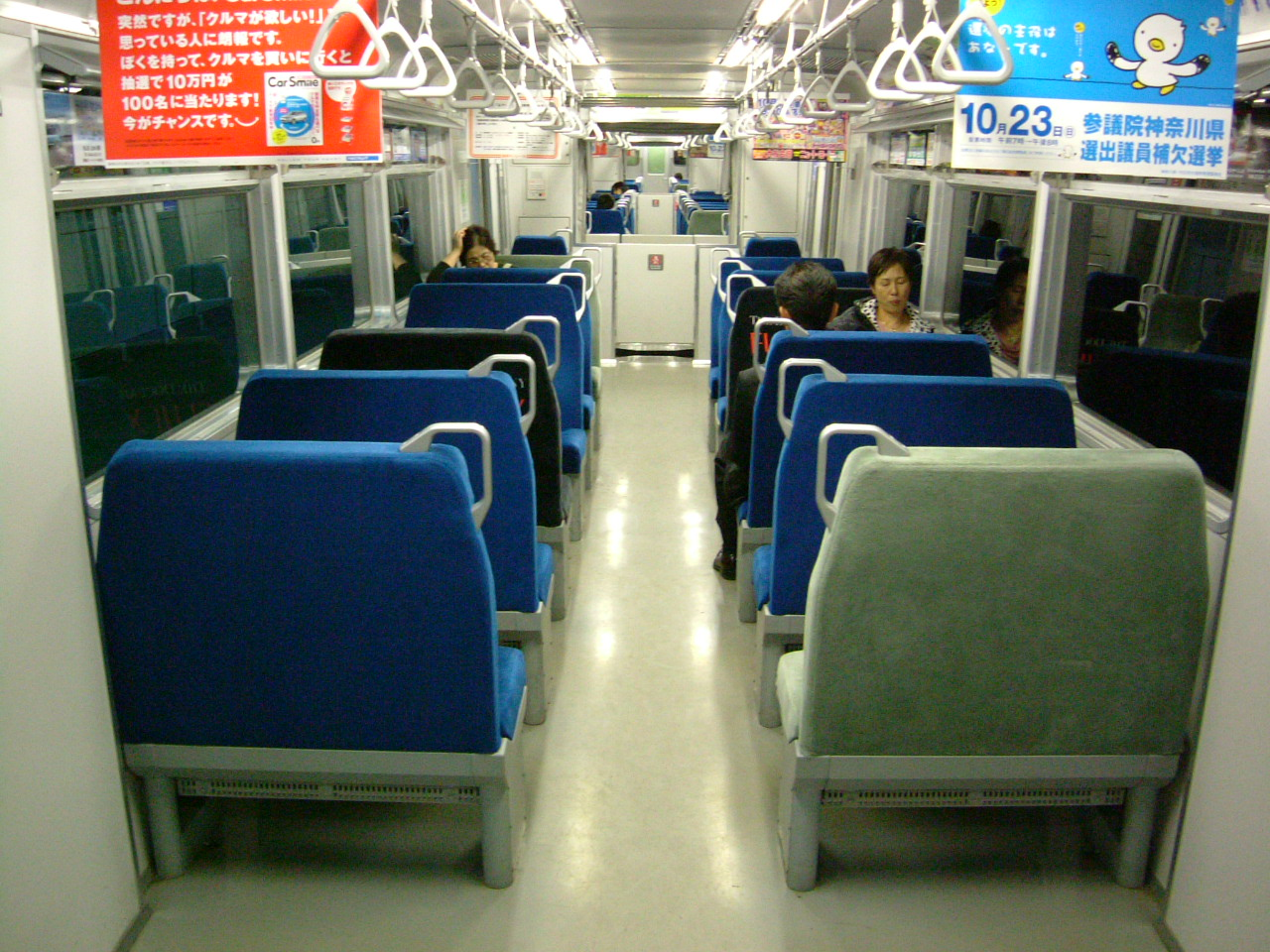
5601編成の車内。この編成のみ、集団見合い式のクロスシート配置になっている。
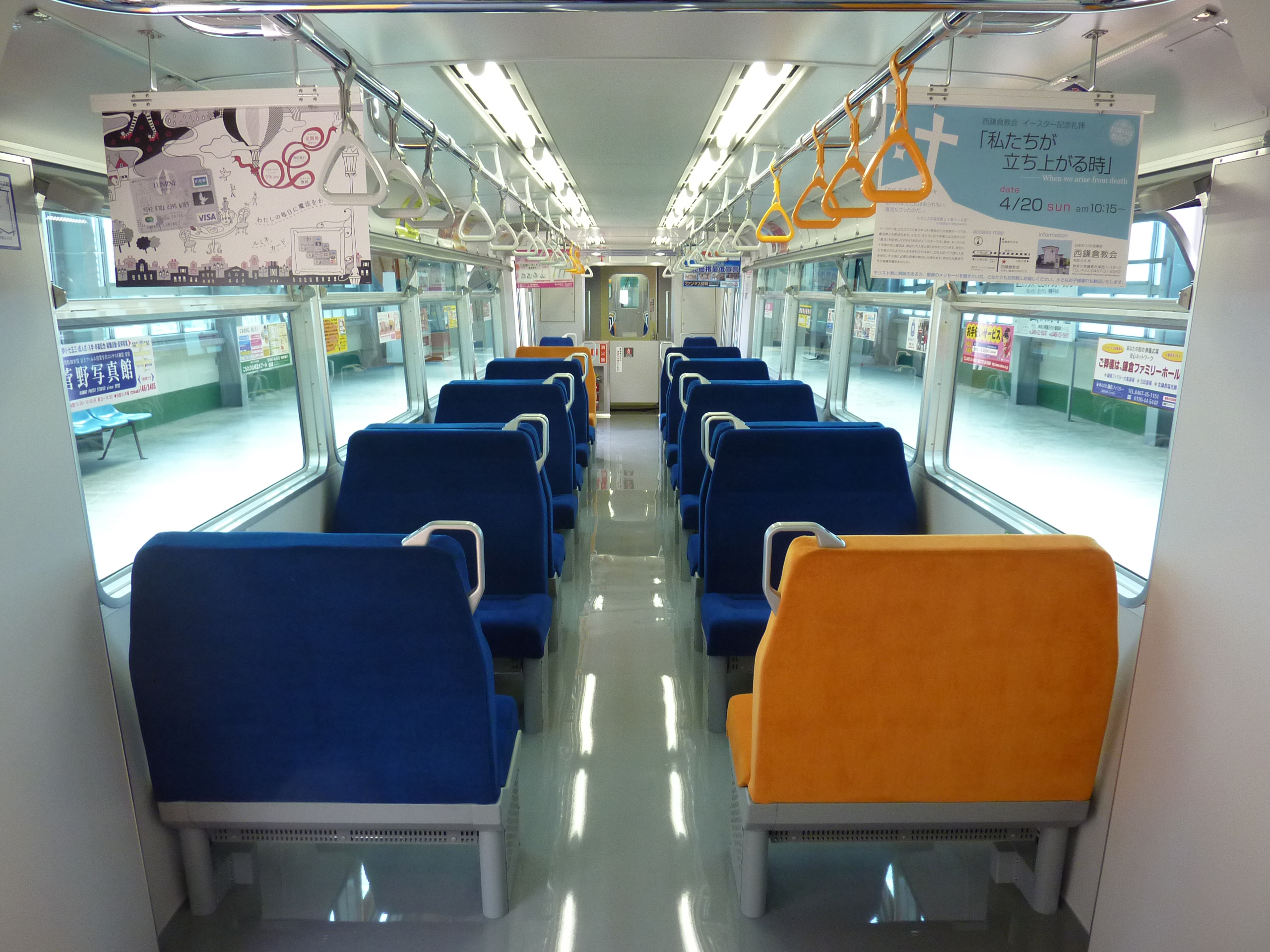
5607編成の車内。
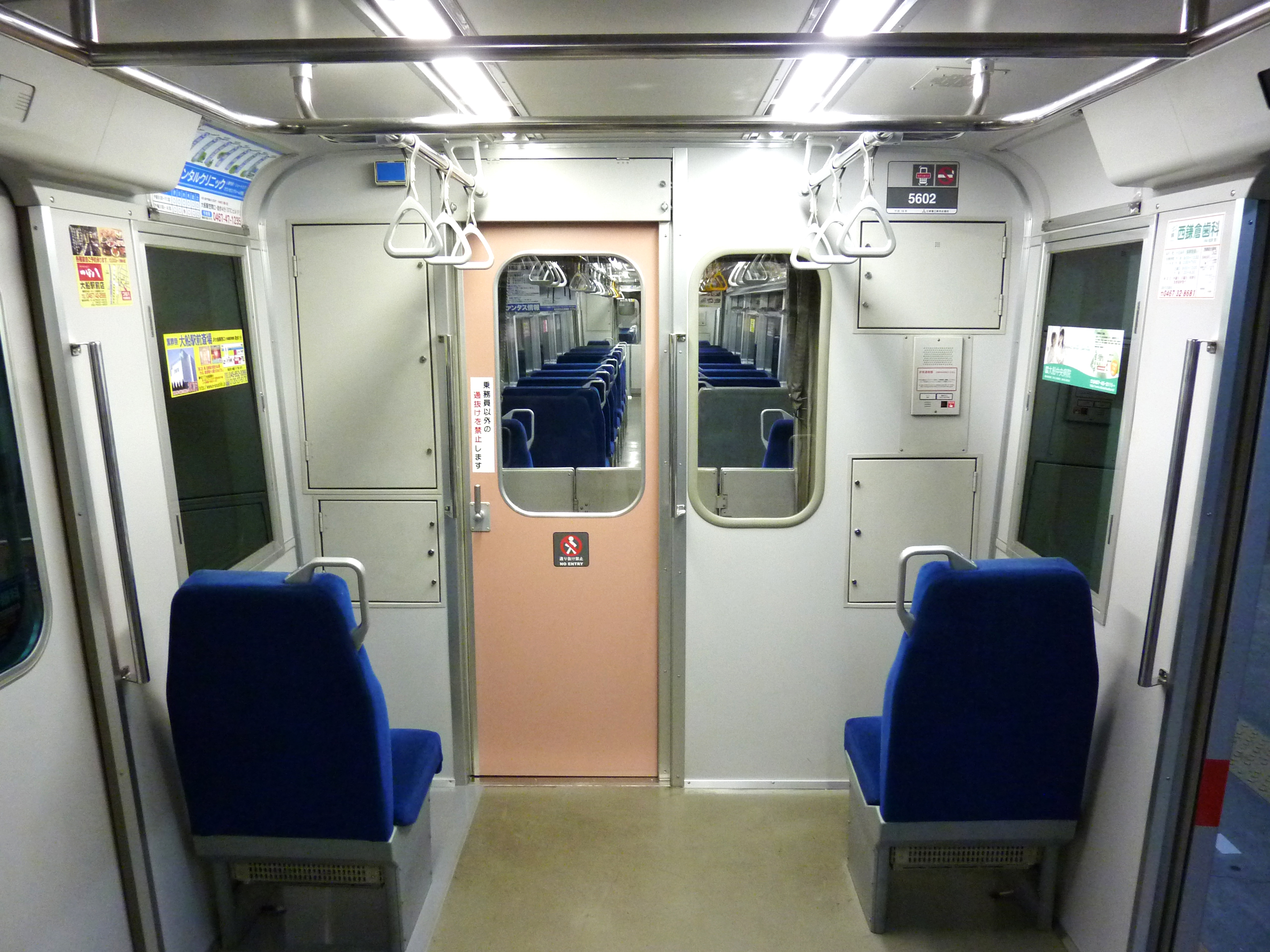
5601編成の貫通扉。改造で設置された為、外観が異なる。
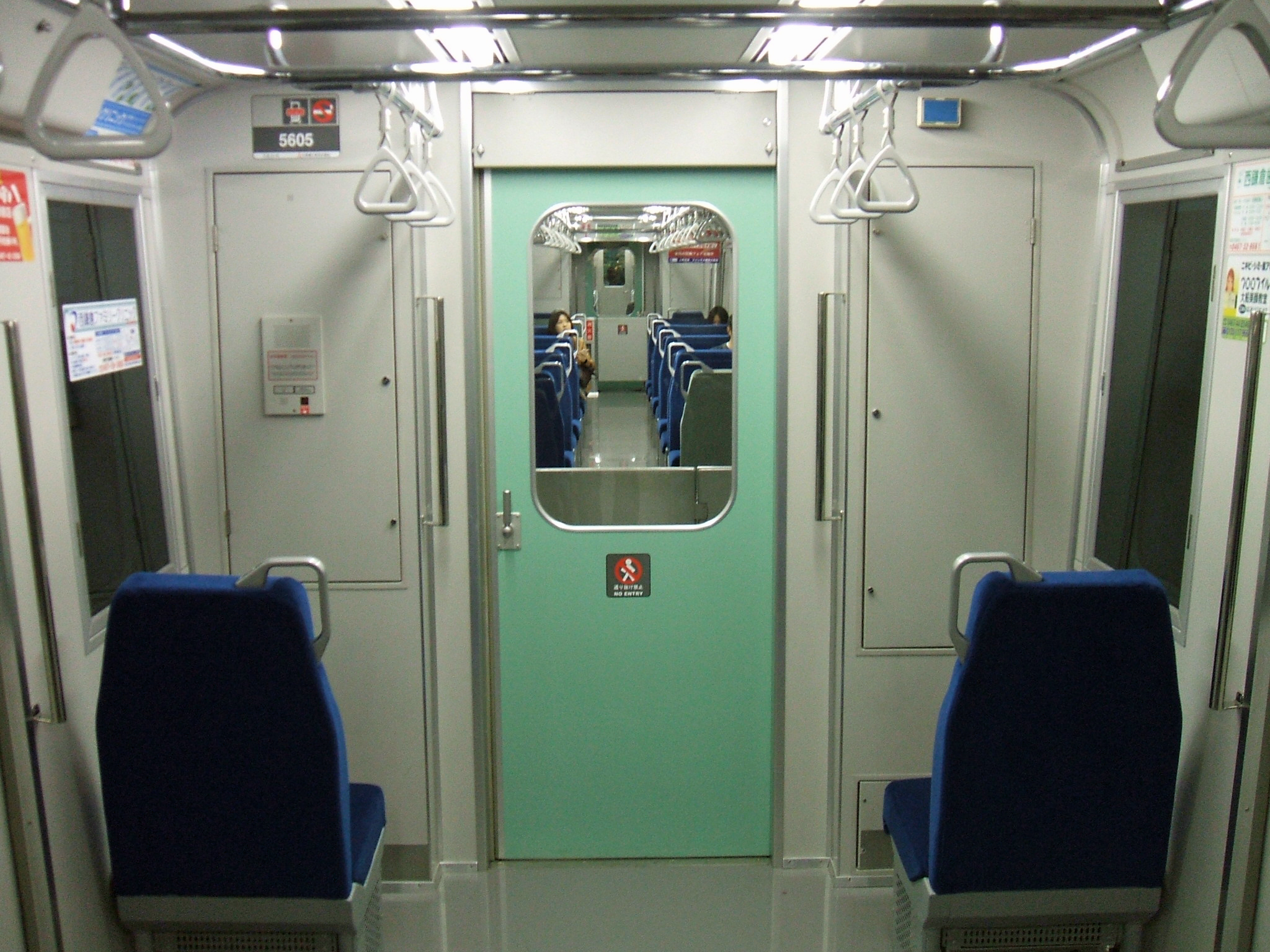
5605編成の貫通扉。扉の色はラインカラーに準じた色となっており、編成毎に異なる。
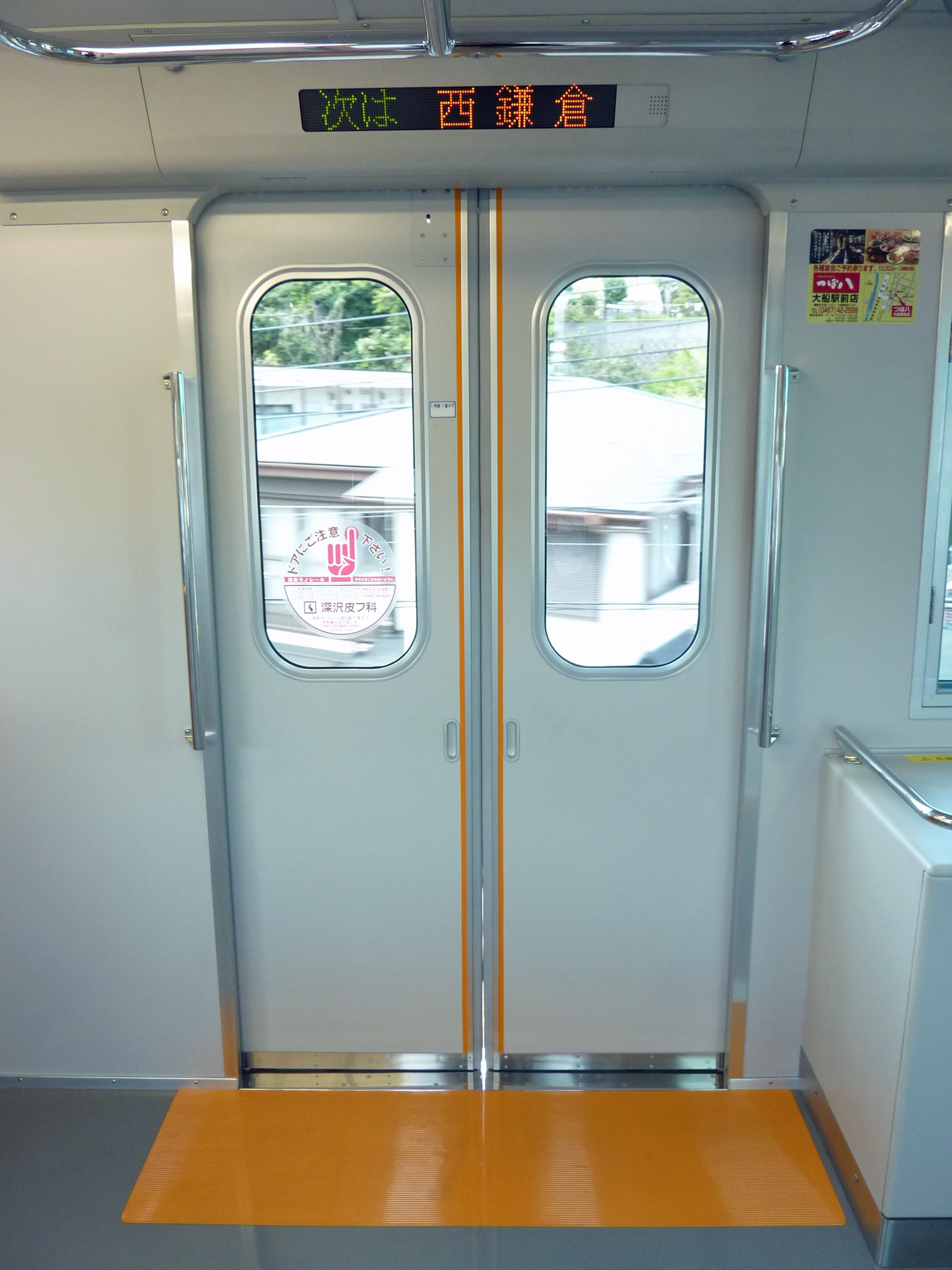
5607編成の扉周り。

## 沿革
2004年（平成16年）4月に5001編成（現在の5601編成）が搬入され、6月24日に営業運転を開始した。案内車輪は当初、千葉都市モノレール1000形と同一仕様であったが、2006年（平成18年）7月に500形と同一のものに換装された。これに伴い車両番号も 5001 - 5101 - 5002から5301 - 5201 - 5302に変更され、「5300型」として運用されている。
2007年（平成19年）12月5日からは、500形の置き換え用に第2編成が営業運転を開始した。同編成は「5500型」（車番は5503 - 5203 - 5504）と称され、帯色が従来の赤色から青色に変更となっているほか、「湘南ブルーライン」という愛称が設定されている。湘南モノレールの車両に愛称が設定されるのはこの編成が初めてである。前述の通り、この編成より連結面に貫通扉が設置されるようになった。
2009年（平成21年）8月20日・21日には、後述の衝突事故のため2008年から休車中の第2編成の代替車両として第3編成（湘南グリーンライン）が搬入され、10月13日に営業を開始した。第2編成の事故を受けてVVVFインバータ装置に改良が加えられ、情報記録装置（イベントデータレコーダー）が搭載されたことから両先頭車の車番が5605、5606となっている。第2編成も、第3編成に準じた改良を受けたため、5600番台（5603、5604）に改番された。2013年（平成25年）12月15日からは、マスコットキャラクター「しょもたん」を各所にデザインした「しょもたん号」として運行されている。
2010年（平成22年）3月に約1ヶ月の試運転を経て、結果が良好だったため第2編成が復帰。これで5000系は3本体制となった。
2010年（平成22年）4月頃より第1編成が運用を離脱、貫通扉設置改造を受けて9月に復帰した。この改造で両先頭車の車番は5600番台（5601、5602）となり、全編成の先頭車が5600番台で統一された。
2014年（平成26年）2月には、4年半振りの増備車となる第4編成（湘南イエローライン）が搬入され、4月14日に営業を開始した。この編成からは優先席の色がオレンジ（←グレー）となり、扉先端に黄色のテープ、扉下部に黄色のタイルが貼られた。また、デッドマン装置の変更に伴いマスコンの形状が変化した。
2015年（平成27年）9月には、第5編成（湘南パープルライン）が搬入され、11月16日に営業を開始した。
2015年（平成27年）12月には、第6編成（湘南ブラックライン）が搬入され、2016年 （平成28年）2月19日に営業を開始した。
2016年（平成28年）3月には、第7編成（湘南ピンクライン）が搬入され、5月28日から営業を開始した。この編成は、乳がん検診推進運動「ピンクリボン活動」と連携する鉄道車両として「ピンクリボン号」という愛称が別に付けられ、運動団体「ピンクリボンかながわ」のマークが側面に入ることとなった。この編成の導入によって551編成が引退、500形は形式消滅となり、所属車両が5000系かつ両開きドア車に統一された。

## 編成
- ユニット配置：全車電動車
  - 大船方の5601を形式上の先頭とし編成を組成している。

|         | ←大船 湘南江の島→ | ←大船 湘南江の島→ | ←大船 湘南江の島→ |     | 竣工日        |
| 第1編成 | 5601              | 5201              | 5602              | ■赤 | 2004年6月24日 |
| 第2編成 | 5603              | 5203              | 5604              | ■青 |               |
| 第3編成 | 5605              | 5205              | 5606              | ■緑 |               |
| 第4編成 | 5607              | 5207              | 5608              | ■黄 |               |
| 第5編成 | 5609              | 5209              | 5610              | ■紫 |               |
| 第6編成 | 5611              | 5211              | 5612              | ■黒 |               |
| 第7編成 | 5613              | 5213              | 5614              | ■桃 | 2016年5月14日 |

## 事故
2008年（平成20年）2月24日に西鎌倉駅付近で第2編成（ブルーライン）が停止信号を無視して冒進し分岐器に衝突する事故が発生し、本形式は運用を一時的に離脱した。第1編成は同年7月10日に営業運転を再開したが、事故当該車両は原因究明のため2年間運用を離脱することになる。分析の結果、2台あるVVVFインバータのうち1台がノイズによって運転士の操作を認識できなくなり力行状態のまま固まるという誤作動を起こしたためであろうと推測された。改修の上で2010年2月26日から試運転を行い、問題がなかったため同年3月23日に運用に戻った。